# Duyên mộc mây
Duyên mộc mây (danh pháp khoa học: Carpinus viminea) là một loài thực vật có hoa trong họ Betulaceae. Loài này được Wall. ex Lindl. mô tả khoa học đầu tiên năm 1830.